# Râul Crasna, Tisa

Râul Crasna (maghiară Kraszna) izvorăște din Munții Apuseni, străbate Dealurile de Vest și Câmpia de Vest din România, vărsându-se în Tisa, pe teritoriul Ungariei.
Crasna este principalul râu ce izvorăște de pe teritoriul județului Sălaj, din înșeuarea Oșteana între Munții Meseș și Munții Plopiș. Râul propriu zis se formează la confluența brațelor Cizer și Valea Boului. Unele studii, inclusiv cadastrul apelor, consideră Râul Cizer ca reprezentând cursul superior al râului Crasna.
În continuare râul se îndreaptă spre nord până la Vârșolț, de unde pentru a ocolii cristalinul din Dealurile Silvaniei (Măgura Șimleului), o ia spre vest, ca apoi să se îndrepte din nou spre nord, traversând defileul epigenetic între localitățile Șimleu Silvaniei și Uileacu Șimleului, ieșind din județ la Derșida. Râul Crasna își continuă cursul pe teritoriul județului Satu Mare până la ieșirea din țară pe la Berveni, spre  Mátészalka, Ungaria, vărsându-se apoi în râul Tisa. Din cei 193 km, 147 km sunt în România iar restul de 46 km sunt pe teritoriul Ungariei.